# Борисково (Рязанский район)
Борисково — село в Рязанском районе Рязанской области России. Входит в состав Заборьевского сельского поселения.

## Географическое положение
Село Борисково расположено примерно в 34 км к северо-востоку от Рязани. Ближайшие населённые пункты: деревня Картаносово к северу, село Дорофеево к востоку и посёлок Приозёрный к западу.

## История

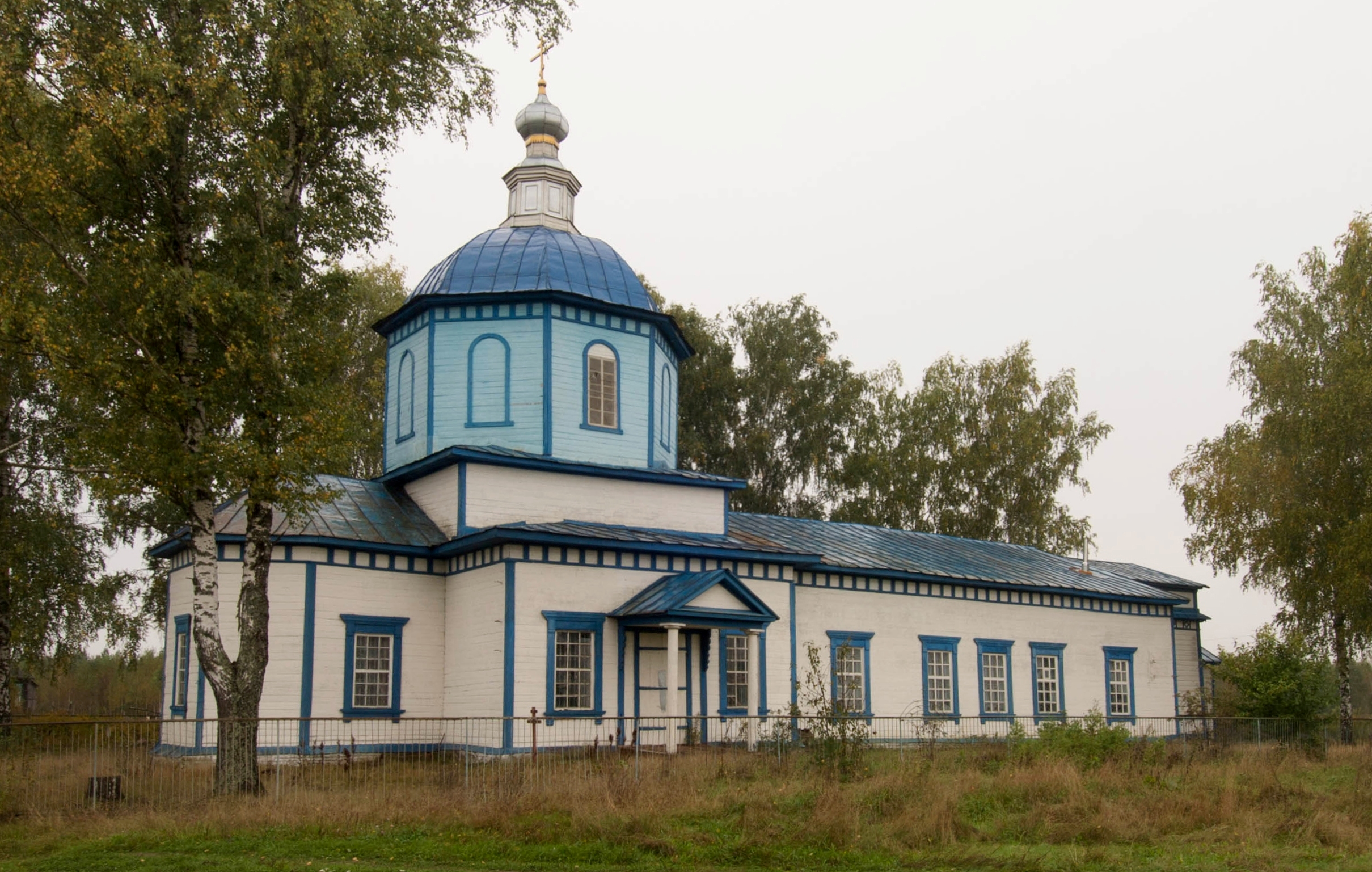
Церковь в селе

Деревня Борискова отмечена на картах конца XVIII - начала XIX века.
В 1899 году в деревне была построена деревянная церковь Введения Пресвятой Богородицы с приделом Иоакима и Анны. В 1938 году церковь была закрыта, но в середине 1940-х вновь возвращена верующим и более не закрывалась.
В 1905 году деревня относилась к Бельской волости  Спасского уезда и имела 140 дворов при численности населения 1136 человек.
С 1929 по 1931 год село входило в состав Мурминского района.

## Население
| 1859 | 1897 | 1906  | 2010 |
| ---- | ---- | ----- | ---- |
| 423  | ↗992 | ↗1136 | ↘58  |

## Транспорт и связь
Село обслуживает сельское отделение почтовой связи Заборье (индекс 390545).